# Lac Baai
Lac Baai ligt aan de zuidoostelijke kust van het eiland Bonaire in Caribisch Nederland. De ondiepe natuurlijke lagune, groot 700 ha, is ingesloten door riffen en bevat zeegrasvelden, ongeveer 100 ha mangroven en een kleine vissershaven. Lac Baai is aangewezen als beschermd natuurgebied, Ramsargebied en Important Bird Area en is het rijkste gebied aan biodiversiteit in het Caribisch deel van het Koninkrijk.
Aan de zuidelijke oever van de baai ligt het Sorobon strand; door het ondiepe water is Sorobon bekend als een van de beste windsurfspots ter wereld. Lac Baai wordt ook jaarlijks ingedeeld in de internationale windsurfwedstrijd bekend als PWA-Worldtour.

## Natuurgebied
Door de hoge diversiteit aan habitats komen er veel soorten voor, ook internationaal beschermde soorten, zoals koralen, zeeschildpadden, waaronder de groene zeeschildpad (Chelonia mydas), karko (Strombus gigas), flamingo en de regenboogpapagaaivis, maar ook zeegrassen en mangroven. De mangroves beschermen de kust tegen erosie en oeverafslag en bieden plaats aan vogels en vissen om zich voort te planten. 
Het gebied heeft zo belangrijke functies als kraamkamer voor koraalrifvissen en als foerageergebied voor trek- en watervogels.

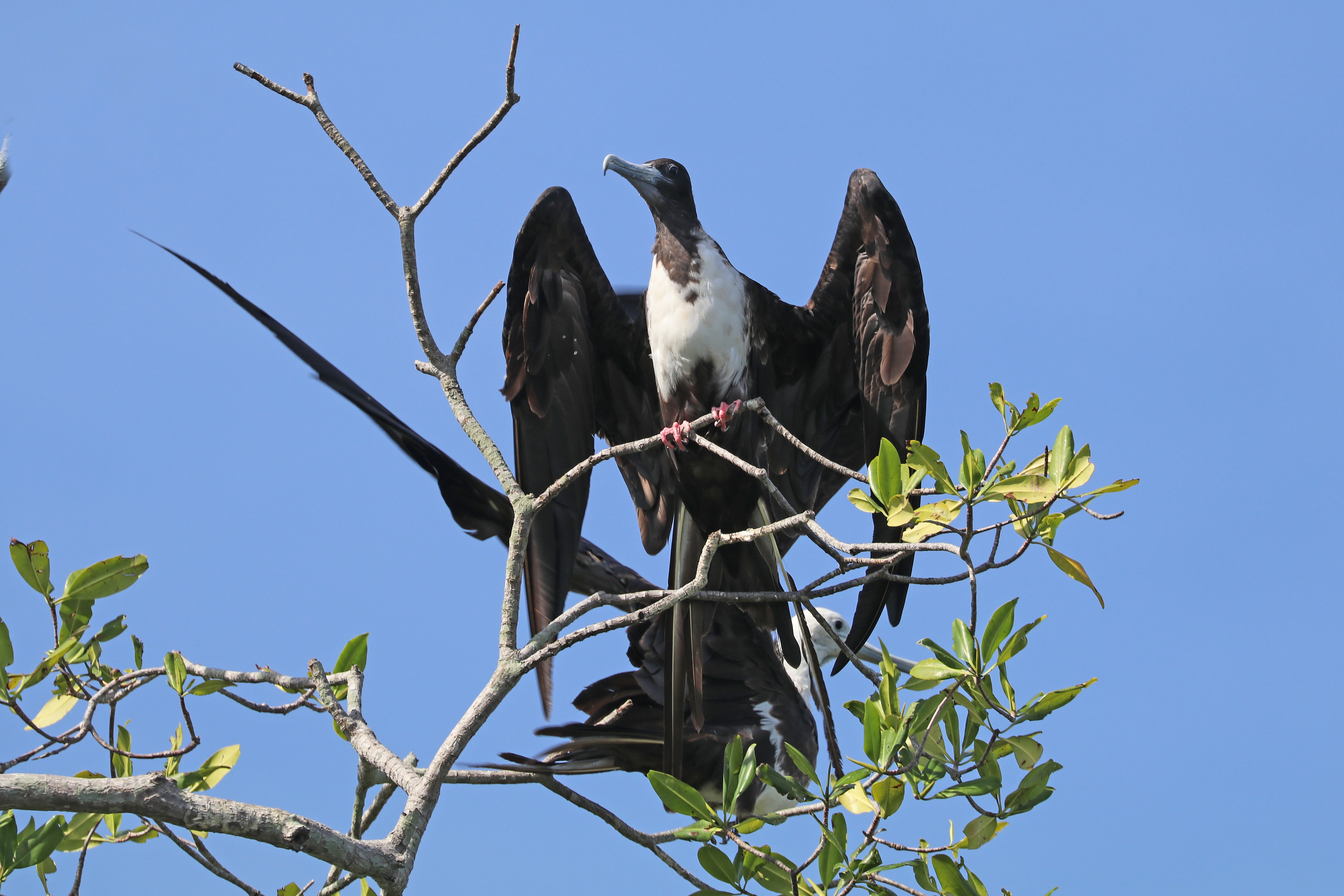
De Amerikaanse fregatvogel

In de baai heeft BirdLife International een gebied van 2.076 ha geïdentificeerd als belangrijk vogelgebied (IBA), omdat het populaties van bedreigde of beperkt voorkomende vogelsoorten ondersteunt, waaronder de naaktoogduif, de geelvleugelamazone en de witbuikelenia. In het verleden heeft het broedende witbuik-, roodhals- en Amerikaanse kleine zilverreigers en waarschijnlijk ook geelkruinkwakken ondersteund. De IBA geldt ook als nachtelijk slaapplaats voor Amerikaanse fregatvogels en als foerageergebied voor trekkende waadvogels.
Het beheer van het gebied is in handen van het Bonaire National Marine Park.

## Afbeeldingen

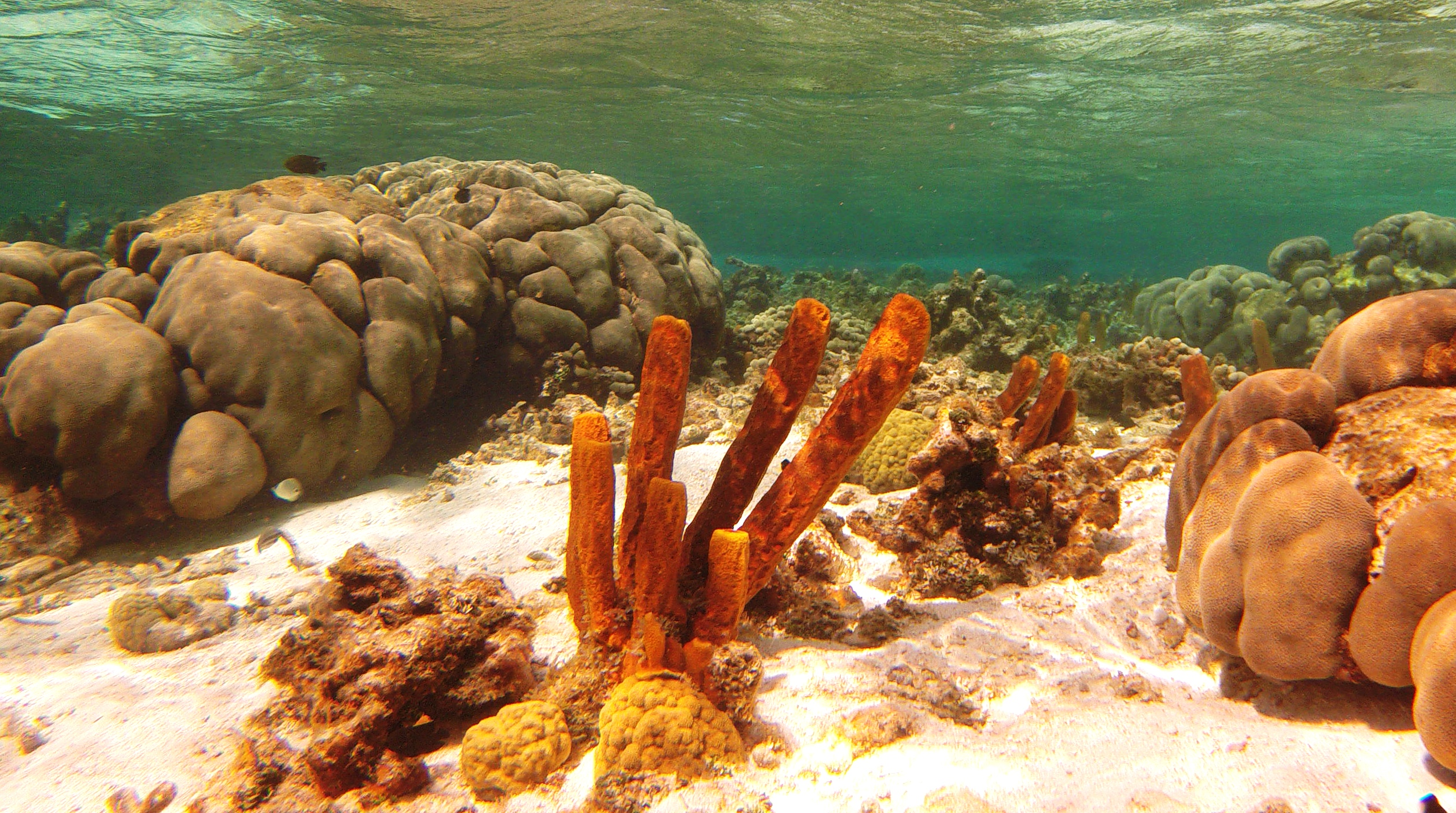
Snorkelen in de Lac Baai
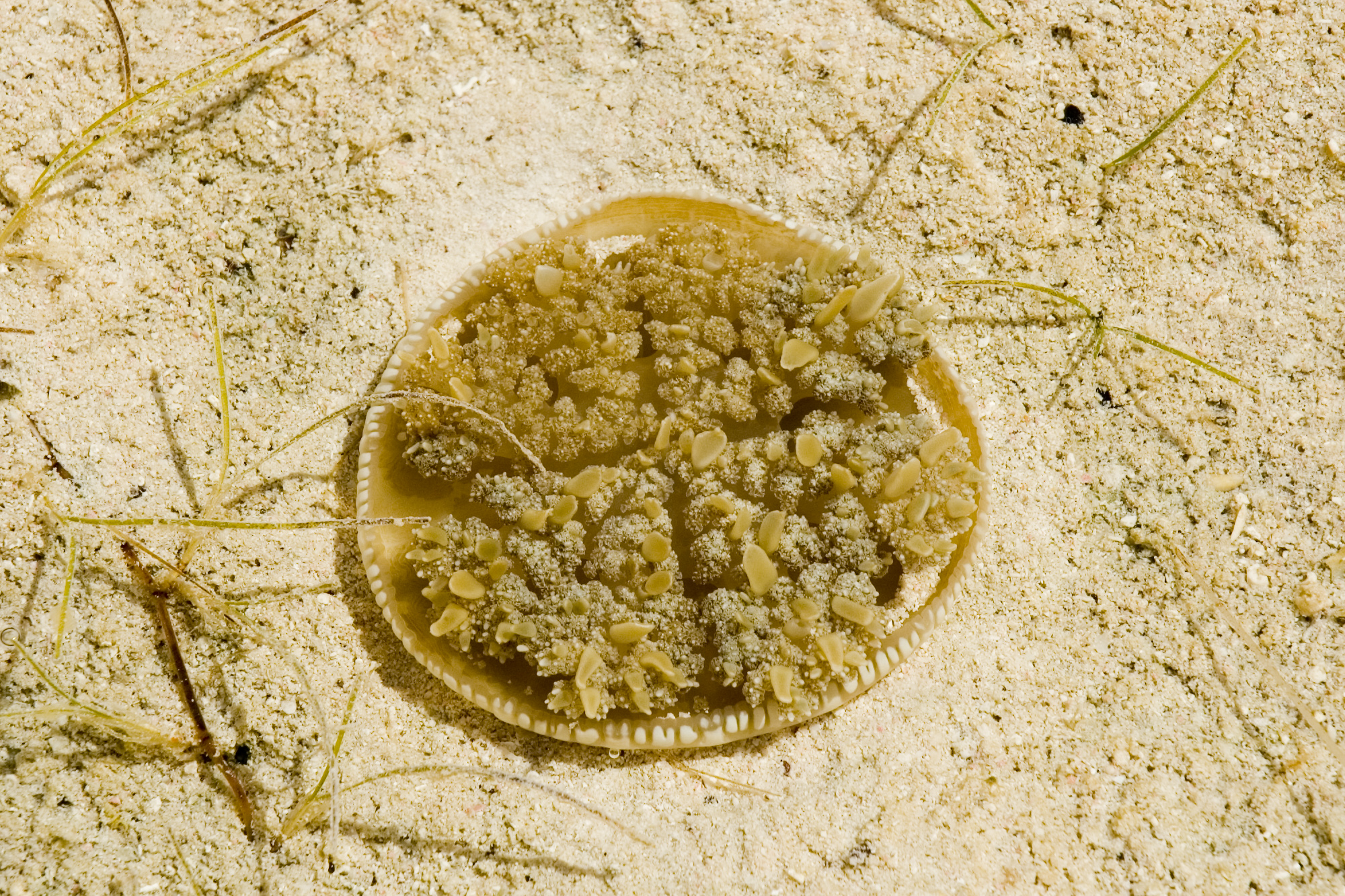
Omgedraaide schijfkwal in ondiep water
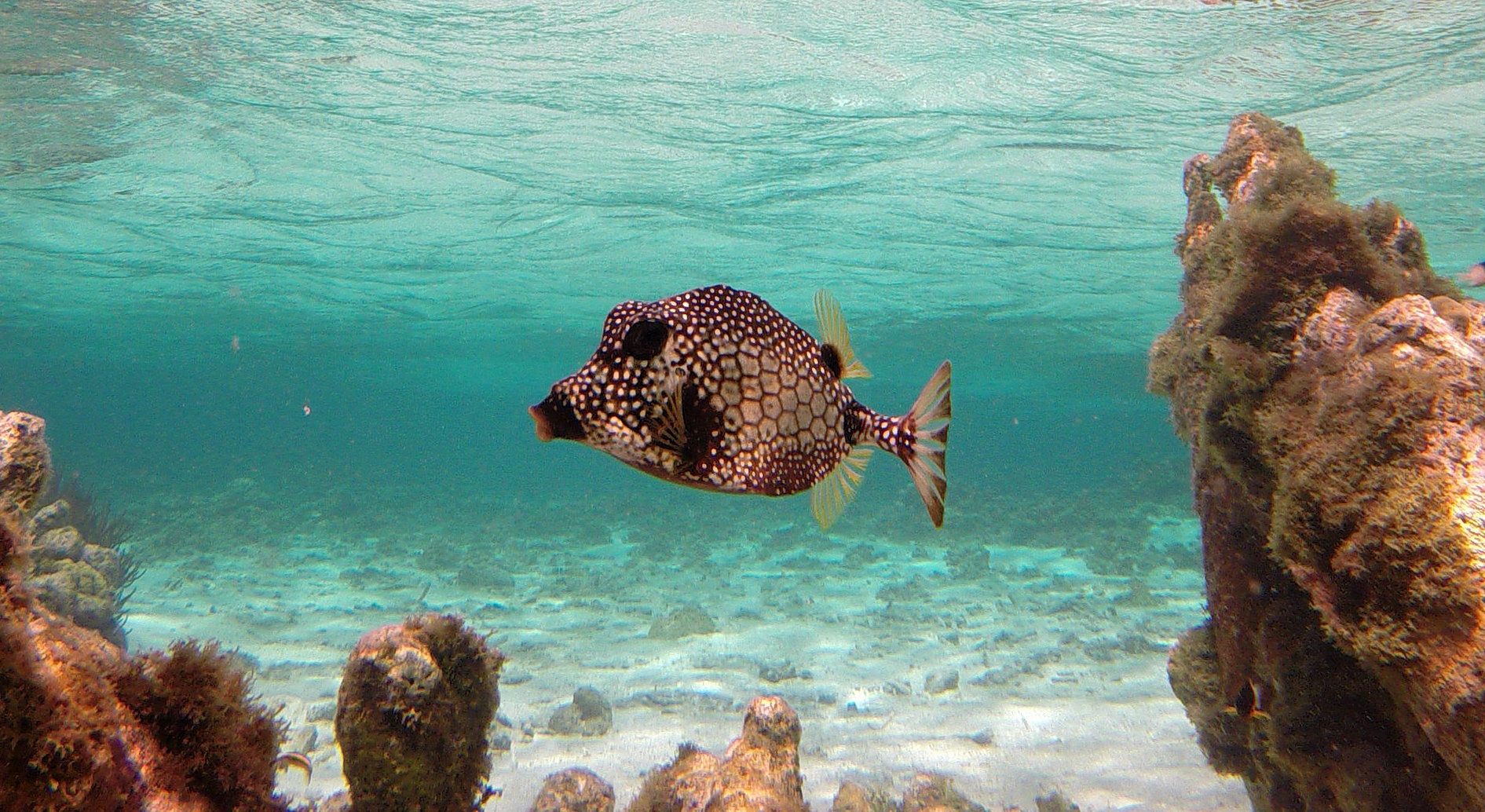
Snorkelen in de Lac Baai